# Андрухаев, Джайтамир Сефербиевич
Джайтами́р Сеферби́евич Андруха́ев (26 октября 1917 — 25 января 1990) — советский адыгский журналист, главный редактор республиканской газеты «Социалистическая Адыгея» / «Социалистическэ Адыгей» (1953—1983); Заслуженный работник культуры РСФСР (1974).

## Биография
Родился 26 октября 1917 года в ауле Темиргоевский (ныне — Джамбичи, Красногвардейский район, Адыгея, Россия) в семье крестьянина. С 1934 года, окончив Краснодарский педагогический техникум, работал учителем начальных классов, с 1936 года — заведующим учебной частью Уляпской неполной средней школы.
С декабря 1939 года служил в Советской Армии, на Дальнем Востоке; в звании лейтенанта участвовал в войне с милитаристской Японией, затем год находился в Северной Корее. Награждён орденом Отечественной войны II степени, многочисленными медалями.
С 1946 года, после демобилизации, работал директором Джамбечиевской семилетней школы.
С 1953 года возглавлял областную газету «Социалистическая Адыгея» / «Социалистическэ Адыгей».
— Со мной побеседовали, — вспоминал Андрухаев, — предложили написать «контрольную работу» — передовую статью (тогда каждый номер всех газет начинался именно такой статьей, считавшейся флагом номера, которая содержала директиву партийного органа Совета народных депутатов, чьим органом являлась газета). — Как написать, о чем? Я тогда и слова такого «передовая» не знал. Набрал в киоске газет, что-то сочинил и подумал — на этом мое редакторство и закончится. Но, прочитав мой опус, мне сказали: езжайте в Майкоп, работайте, желаем успеха.
Уже став редактором газеты, заочно окончил Адыгейский педагогический институт. Являлся персональным пенсионером Союзного значения.
В октябре 2017 года в городе Майкопе открыта мемориальная доска в честь 100-летия участника Великой Отечественной войны, заслуженного работника культуры РСФСР, талантливого журналиста, долгие годы проработавшего главным редактором газеты «Адыгэ макъ», почетного пенсионера союзного значения Джайтамира Сефербиевича Андрухаева.

## Награды
- орден Отечественной войны II степени
- орден Трудового Красного Знамени
- орден «Знак Почёта»
- медали
- Заслуженный работник культуры РСФСР (1974)[2] — за многолетнюю и плодотворную работу в печати